# Sycoscapter subtilis
Sycoscapter subtilis is een vliesvleugelig insect uit de familie Pteromalidae. De wetenschappelijke naam is voor het eerst geldig gepubliceerd in 1906 door Mayr.